# Hannes Wader
Hannes Wader, né le 23 juin 1942 à Bielefeld, est un musicien et compositeur allemand. Avec Reinhard Mey, Konstantin Wecker, Dieter Süverkrüp ou encore Gerhard Schöne, il est l'un des principaux auteurs-compositeurs de la chanson allemande contemporaine. Ses thèmes sont portés par la contestation sociale, le mouvement étudiant des années 1960, et le folklore plattdeutsch. Entre 1977 et 1991, il est engagé au sein du Parti communiste d'Allemagne de l'Ouest. Après 1990, il a également interprété des poètes plus anciens, tels Joseph von Eichendorff ou Carl Michael Bellman.
Il a été initialement influencé par Georges Brassens, Bob Dylan et plus généralement le folk blues.

## Discographie
- 1969 : Hannes Wader singt … (Philips)
- 1971 : Ich hatte mir noch so viel vorgenommen (Philips)
- 1972 : 7 Lieder (Philips)
- 1974 : Der Rattenfänger (Philips)
- 1974 : Plattdeutsche Lieder (Philips)
- 1975 : Hannes Wader: Volkssänger (Philips)
- 1976 : Kleines Testament (Philips)
- 1977 : Hannes Wader singt Arbeiterlieder (Philips)
- 1977 : Floh de Cologne - Rotkäppchen (Pläne-ARIS)
- 1978 : Hannes Wader singt Shanties (Philips)
- 1979 : Wieder unterwegs (Pläne-ARIS)
- 1980 : Es ist an der Zeit (Pläne-ARIS)
- 1982 : Dass nichts bleibt wie es war (live) (Pläne-ARIS)
- 1983 : Nicht nur ich allein (Pläne-ARIS)
- 1985 : Glut am Horizont (Pläne-ARIS)
- 1986 : Liebeslieder (Pläne-ARIS)
- 1987 : Bis jetzt (live) (Pläne-ARIS)
- 1989 : Nach Hamburg (Pläne-ARIS)
- 1990 : Hannes Wader singt Volkslieder (Mercury)
- 1991 : Nie mehr zurück (Mercury)
- 1992 : Schon so lang „'62 – '92“ (Kompilation) (Mercury)
- 1992 : Blick zurück – Das Beste aus den 80er Jahren (Compilation) (Pläne-ARIS)
- 1995 : Zehn Lieder (Pläne-ARIS)
- 1996 : Liebe, Schnaps, Tod – Wader singt Bellman (avec Reinhard Mey et Klaus Hoffmann) (Pläne-ARIS)
- 1997 : An dich hab ich gedacht – Wader singt Schubert (Pläne-ARIS)
- 1998 : Auftritt: Hannes Wader (live avec Klaus Weiland et Benjamin Huellenkremer) (Pläne-ARIS)
- 1999 : Der Poet (Kompilation / 2 CD) (Mercury)
- 1999 : Der Rebell (Kompilation / 2 CD) (Mercury)
- 1999 : Der Volkssänger (Kompilation / 2 CD) (Mercury)
- 2001 : Was für eine Nacht (live mit Konstantin Wecker) (Pläne)
- 2001 : Wünsche (Pläne)
- 2003 : Mey, Wader, Wecker – das Konzert (Pläne-ARIS)
- 2004 : … und es wechseln die Zeiten (Pläne-ARIS)
- 2004 : Wein auf Lebenszeit – Hannes Wader liest Kurt Kusenberg (livre audio) (Pläne-ARIS)
- 2005 : Jahr für Jahr (Pläne-ARIS)
- 2006 : Mal angenommen (Pläne-ARIS)
- 2007 : Neue Bekannte (Pläne-ARIS)
- 2010 : Kein Ende in Sicht (Live avec Konstantin Wecker) (Sturm & Klang)

## Collaborations
- 1977/2007 – Fuchs-Lied, Lied von der Freundschaft (dans: Rotkäppchen von Floh de Cologne – Ein musikalisches Märchen für große und kleine Kinder)
- 1978/1992 – Dat du min Leefste büst, Willst Du Dein Herz mir schenken, Who will sing for me?, Brüder seht die rote Fahne, New National Seven, Pay day at coal creek, When the Fiddler has played his last tune for the night (dans: Folk Friends 1)
- 1979 – Ich hab’ keine Lust (dans: Krawumm oder: Es war einmal de Henning Venske)
- 1981/1990 – Es ist ein Schnee gefallen (dans: Folk Friends 2)
- 1996 – Manche Stadt (dans: I Wish I’d Written That Song. A Tribute to Colin Wilkie.)
- 1996/2008 – Participation à: Professor Jecks Tierlieder-ABC
- 1996/2008 – Participation à: Professor Jecks Zahlen-Zirkus
- 1996/2008 – Participation à: Professor Jecks Zungenbrecher & Co
- 2002 – Komm gieß’ mein Glas noch einmal ein (dans: Hommage an Reinhard Mey)
- 2004 – Heute hier, morgen dort (dans: Hanns Dieter Hüschs Gesellschaftsabend – Die 2te, Aufnahme vom 30. März 1985)
- 2004 – Hoch am Himmel steht der Mond, Hör, die Hirtenflöte ruft, In dunkler Nacht (dans: Singt der Nachtvogel Lieder)
- 2004/2009 – Ein Weihnachtsgeschenk (dans: Weihnachtsblues – Geschichten – Gedichte – Bluenotes)
- 2005 – Heute hier, morgen dort, Stellungnahme, Gut wieder hier zu sein, Ade zur guten Nacht (in: Leben ist Poesie – dass es noch möglich ist…)
- 2006 – Vaters Land (dans: Songs an einem Sommerabend – Das Jubiläumskonzert – live)
- 2006 – Eltern (dans: Donaumusik - Doppel-CD[3])
- 2010 – Du (Alte Bilder)  (dans: Maurenbrecher für alle – Eine Hommage in 62 Liedern)
- 2011 – Dat du min Leevsten büst (live, avec Konstantin Wecker in: Volkslieder CD-Sammlung, Vol. 2)

## Récompenses
- 1974: Deutscher Kleinkunstpreis dans la catégorie Chanson
- 1975: Prix allemand du disque (de)

## Documentaire
Rudi Gaul, Wader, Wecker Vaterland', 2010.